# Список умерших в 833 году

## Август
- 9 августа — Абдуллах аль-Мамун (46), багдадский халиф (813—833), астроном.

## Дата смерти неизвестна или требует уточнения
- Аль-Хаджжадж ибн Юсуф ибн Матар, арабский математик, астроном и переводчик.
- Бишр аль-Мариси, исламский богослов, видный представитель мутазилизма, мурджиит.
- Внислав, четвёртый легендарный чешский князь, потомок Пржемысла Пахаря.
- Диармайт мак Томмалтайг, король Коннахта (до 833 года).
- Конхобар мак Доннхада, король Миде (802/803—833) и верховный король Ирландии (819—833).
- Ли Фуянь, китайский писатель.
- Хишам аль-Фувати, философ, теолог, один из видных мутазилитов своего времени.